# Радничка партија Етиопије
Радничка партија Етиопије (амхарски:የኢትዮጵያ ሠራተኞች ፓርቲ, Ye Ityopia Serategnoch Parti) била је марксистичко-лењинистичка партија на власти у социјалистичкој Етиопији од 1984. до 1991. године.

## Комисија за организовање партије
Након револуције 1974. године, која је довела до пада Хајлеа Селасија, Совјетски Савез вршио је притисак на војно веће Дерг да оснује цивилну авангардну радничку партију. Менгисту Хајле Маријам, вођа Дерга и шеф државе, био је против оснивања партије, наводећи да је револуција успела и без ње и да за њом нема потребе. Међутим, крајем 1970-их, услед повећања оружане опозиције наспрам владавине Дерга, владајућима је постало јасно да ће цивилна партија бити неопходна за окупљање већег броја становништва против оружаних покрета. У децембру 1979, Менгисту је објавио формирање Комисије за организовање партије радника Етиопије (КОПРЕ).
Основан је и већи број масовних организација, попут Омладинске удруге револуционарне Етиопије. Веровало се да ће се ове организације с временом формирати у јединствену партију, која ће елиминисати секташтво и бити заснована на широким (али јасно дефинисаним) класним интересима. Организације су такође биле показатељ високе политичке свести у Етиопији. Нису само представљале Етиопљане на конгресима, него и на радним местима и у образовним установама. Чланство у масовним организацијама било је подупирано и пожељно.
Године 1980, Конгрес је представио чланове Централног комитета и Секретаријата КОПРЕ. Секретаријат, који је контролисао пословање Централног комитета и био под надзором руководства Дерга, био је састављен од углавном цивилних идеолога. Организација је постала моћнија 1981. године стварањем посебних канцеларија за администратора и представника КОПРЕ-а у сваком региону.
До 1983. године, КОПРЕ је имао око 50.000 чланова и око 6.500 партијских организација. До тада су 79 од 123 чланова Централног комитета били војници, од којих су њих двадесет били и чланови Дерга.

## Оснивање и деловање партије
Радничка партија Етиопије основана је 12. септембра 1984. године, поводом десете годишњице револуције. КОПРЕ је распуштена и РПЕ је заузела њено место. Централни комитет је повећан на 183 члана, а партијски конгреси имали су се одржавати сваких пет година. Менгисту је постао генерални секретар партије.
Политбиро РПЕ, који је заменио Извршни комитет КОПРЕ-а као главно тело за доношење одлука, имао је једанаест чланова, од којих је седам било из Дерга, а преостала четири су били цивилни идеолози и технократе.
На националном нивоу, чланови РПЕ већином су били војници и припадници појединих етничких група које су, историјски, подржавале концепт јединствене „велике Етиопије“, попут Тиграјаца и Амхараца.
Статус партије као „творца развојног процеса у земљи и водеће снаге у држави и друштву“ био је потврђен уставу Етиопије из 1987. године, којим је службено распуштено војно веће Дерг и проглашена Народна Демократска Република Етиопија. Устав је дао партији више политичке моћи од саме владе.
Услед оружаног устанка, краја совјетске подршке од 1990, тенденцијама ка вишестраначју широм Африке, Радничка партија званично се одрекла марксизма и подупрла развој мешовите економије. Менгисту је побегао из земље, а побуњеници су преузели власт маја 1991. године. Нова влада распустила је Радничку партију, а већину њених лидера сместила у затвор због злочина које су наводно починили током владавине партије.